# Eriel Sánchez
Eriel Sánchez (12 de abril de 1975) é um jogador de beisebol cubano.

## Carreira
Eriel Sánchez foi campeão olímpico nas Olimpíadas de 2004. Também consquistou medalha de prata nos Jogos Olímpicos de 2008.